# 霊の戦いに関する聖書的・包括的理解のためのナイロビ声明
霊の戦いに関する聖書的・包括的理解のためのナイロビ声明（れいのたたかいにかんするせいしょてき・ほうかつてきりかいのためのナイロビせいめい）とは、世界伝道のためのローザンヌ委員会とアフリカ福音同盟の「霊の戦いに関する協議会」が2000年8月にアフリカのケニヤで発表した霊の戦いに関する声明。主の祈りから「我らを悪より救い出したまえ」との題が付けられている。霊の戦いについては福音派内に議論がある。

## 内容

### 導入
参加者についての説明があり、主の祈りの「我らを悪より救い出したまえ」は、個人的な罪、自然の諸悪、悪しき霊と力、社会における悪より救い出されることを意味していると述べる。

### 発端
ローザンヌ誓約、マニラ宣言、霊の戦いに関するローザンヌ声明で霊の戦いについて言明されていた。

### 共通の基盤

#### 神学的言明
人間の堕落とキリストの再臨。宣教の義務。霊の戦いの宣言、行為、奇蹟、力の戦いを通して聖霊が力を与えると述べる。サタンの人格性とキリストの勝利の確認。

#### 実践における霊の戦い
初代教会の歴史と今日の力の対決の類似性。

### 注意事項
文化の相違。

### 意見に相違のある諸領域
悪霊追い出しは未信者に必要だが、クリスチャンから悪霊を追い出す必要性があるか否かについては意見の相違がある。また、地域を支配する霊についても相違がある。

### 継続的研究を必要とする未研究領域
神学と文化の問題。判断基準。医療的な問題。全人格的な問題。

## 評価
一宮基督教研究所の安黒務は、これを福音派全体で共有されるべき重要な声明であるとみなしている。